# Gyenti László
Gyenti László (Székesfehérvár, 1965. december 11. –) magyar labdarúgó, csatár.

## Pályafutása
1984-ben lett a Videoton első csapatának tagja, mikor a fehérváriak az UEFA-kupában ezüstérmesek lettek. Két székesfehérvári mérkőzésen szerepelt. Az elődöntőn Májer Lajost kellett helyettesítenie a Zseljeznyicsár ellen, de lecserélte Kovács Ferenc. A döntőben, a Real Madrid ellen, pedig csere volt. 1991-ig Fehérváron 58 bajnoki mérkőzésen 6 gólt szerzett. Ezután még egy-egy idényt játszott Ajkán és Pakson, majd alsóbb osztályú csapatoknál szerepelt.

## Sikerei, díjai
- UEFA kupa
  - döntős: (1984–1985)
- Magyar bajnokság
  - 3.: 1984–1985

## Külső hivatkozások
- Csuhay gólja… – 2005. április 23.
- Húsz éve játszott UEFA-kupa-döntőt a Videoton Archiválva 2009. március 16-i dátummal a Wayback Machine-ben – 2005. május 7.